# Lev Michael
Lev Michael es un lingüista estadounidense especialista en las lenguas indígenas de América del Sur. Actualmente es profesor de la Universidad de California en Berkeley.
Michael es un editor de la revista académica Cadernos de Etnolingüística.

## Obras seleccionadas

### Libros
- 2014. Beier, Christine, Brenda Bowser, Lev Michael, Vivian Wauters. Diccionario Záparo Trilingüe. Abya Yala Press.
- 2013. Michael, Lev, Christine Beier, Stephanie Farmer, Kelsey Neely, Amalia Skilton, Greg Finley, John Sylak, and Grace Neveu. Diccionario Bilingüe máíjìkì-castellano y castellano-máíjìkì (enlace roto disponible en Internet Archive; véase el historial, la primera versión y la última).. Ms, Máíjìkì Project document.
- 2011. Beier, Christine, Brenda Bowser, Lev Michael, Julia Pichura, Vivian Wauters. Diccionario trilingüe sápara-kichwa-castellano, castellano-sápara y kichwa-sápara. Ms, Záparo Language Documentation Project document.
- 2009. Michael, Lev, Christine Beier, Karina Sullón Acosta, Stephanie Farmer, Greg Finley, Michael Roswell. Dekyunáwa: Un diccionario de nuestro idioma muniche. Ms and Audio CD, Muniche Language Documentation Project.
- 2009. Michael, Lev, Christine Beier, Karina Sullón Acosta, Stephanie Farmer, Greg Finley, Michael Roswell. Una breve descripción del idioma Muniche. Ms, Muniche Language Documentation Project.
- 2009. Michael, Lev, Christine Beier, Karina Sullón Acosta, Stephanie Farmer, Greg Finley, Michael Roswell. Dékyewü dekyunáwa: Vamos a hablar nuestro idioma muniche. Ms, Muniche Language Documentation Project.
- 2009. Michael, Lev, Christine Beier, Ramón Escamilla, Marta Piqueras-Brunet. Katsakati: El idioma antiguo del pueblo de Andoas. Ms, Andoa Language Documentation Project.
- 2006. Michael, Lev, Christine Beier, Karina Sullón Acosta. Diccionario Bilingüe Iquito-Castellano, Castellano-Iquito. Ms, Iquito Language Documentation Project document.
- 2006. Beier, Christine, Lev Michael, Hilter Panduro Güimack. Pí-nájuuyaa iquíituhuaaca cuhuasíini: Vamos a escribir el idioma iquito. Segunda edición.

### Artículos
- Michael, Lev; Chousou‐Polydouri, Natalia (2020). «Computational phylogenetics and the classification of South American languages». Language and Linguistics Compass 13 (12). ISSN 1749-818X. doi:10.1111/lnc3.12358.
- O’Hagan, Zachary; Chousou-Polydouri, Natalia; Michael, Lev (2019). «Phylogenetic classification supports a Northeastern Amazonian Proto-Tupí-Guaraní Homeland». LIAMES: Línguas Indígenas Americanas 19: e019018. ISSN 2177-7160. doi:10.20396/liames.v19i0.8655791.
- Michael, Lev; Chousou-Polydouri, Natalia; Bartolomei, Keith; Donnelly, Erin; Meira, Sérgio; Wauters, Vivian; O'Hagan, Zachary (2015). «A Bayesian Phylogenetic Classification of Tupí-Guaraní». LIAMES: Línguas Indígenas Americanas 15 (2): 193. ISSN 2177-7160. doi:10.20396/liames.v15i2.8642301.
- Michael, Lev. 2014. On the Pre-Columbian origin of Proto-Omagua-Kokama. Journal of Language Contact 7(2): 309-344.
- Beier, Christine; Michael, Lev (2006). «The Iquito Language Documentation Project: Developing Team-Based Methods for Language Documentation». Linguistic Discovery 4 (1). ISSN 1537-0852. doi:10.1349/PS1.1537-0852.A.303.
- Michael, Lev; Christine Beier. 2003. Poblaciones indígenas en aislamiento voluntario en la región del Alto Purús [Indigenous populations in voluntary isolation in the Upper Purús region]. In Renata Leite Pitman, Nigel Pitman, and Patricia Álvarez (Eds.), Alto Purús: Biodiversidad, conservación y manejo [Upper Purús: Biodiversity, Conservation, and Management]. Center for Tropical Conservation, Duke University. pp. 149-164.